# جذبة (تصوف)
المجذوب في اصطلاح المتصوفة هو من اصطفاه الحق لنفسه، واصطفاه بحضرة أنسه، وأطلعه بجناب قدسه، ففاز بجميع المقامات والمراتب بلا كلفة المكاسب والمتاعب.